# P-Element
Das P-Element oder der P-Faktor ist ein DNA-Transposon, das in der Taufliege Drosophila melanogaster vorkommt und in der Wissenschaft häufig zur Mutagenese eingesetzt wird. Es kann mit Hilfe einer Transposase seinen genomischen Locus verändern.
Der Name stammt von der Evolutionsbiologin Margaret Kidwell, die zusammen mit James Kidwell und John Sved die Hybriddysgenese bei Drosophila erforschten. Sie bezeichneten Stämme als P von paternal (väterlich) und M von maternal (mütterlich) wenn sie in dieser Rolle der Fortpflanzung zur Hybriddysgenese beitrugen.

## Aufbau
Das P-Element ist eine 2907 Basenpaar-lange DNA-Sequenz und besitzt an seinen Enden zwei je 31bp-lange, gegenläufige Wiederholungssequenzen (inverted repeats) und zwei je 11bp-lange direct repeats, die als Erkennungssequenz für die Transposase dienen. Es besitzt vier Exons, die für eine Transposase kodieren, sodass es sich um ein autonomes P-Element handelt. Die circa 2500bp-lange prä-mRNA wird zu mRNA gespleißt und dann translatiert. In der Keimbahn werden alle drei zwischen den Exons befindlichen Introns aus der prä-mRNA herausgeschnitten, sodass eine vollständige Translation zur ca. 87 kDa großen Transposase möglich ist.
Ein alternativer Spleißmechanismus bewirkt in somatischen Zellen, dass das dritte Intron (zwischen Exon 3 und 4) in der mRNA verbleibt, wodurch die Translation in diesem Intron abgebrochen wird und eine nicht-aktive (trunkierte) Transposase entsteht. Dieses Polypeptid ist 66 kDa groß und akkumuliert sich aufgrund seiner Langlebigkeit (auch) in den Keimzellen. Mit der Zeit kompetiert es dort erfolgreich mit der Transposase und fungiert so als ihr Repressor. Es entsteht ein stabiler Genotyp in den Gonaden.
Drosophila-Stämme, die P-Elemente besitzen, werden als "P-Stämme", die anderen als "M-Stämme" bezeichnet.

## Geschichte
Das P-Element ist ein sehr erfolgreiches Transposon. So weisen Untersuchungen darauf hin, dass es erst in den 1920er Jahren zu D. melanogaster gekommen ist. Im Jahr 2000 jedoch waren keine M-Stämme in der freien Wildnis mehr nachzuweisen. Das P-Element ist sequenzidentisch zu Elementen der evolutionär weit entfernten Drosophila willistoni-Gruppe, was auf die Infektion über horizontalen Gentransfer durch eine Spezies dieser Gruppe hindeutet. Somit hat der P-Stamm in 80 Jahren die gesamten Populationen von Drosophila melanogaster „auskonkurriert“.

## Hybriddysgenese
Kreuzt man ein Männchen eines P-Stammes mit einem Weibchen eines M-Stammes, so fehlt in den neu entstanden weiblichen Keimbahnzellen der Repressor und das P-Element springt in sehr hoher Rate, weswegen es zu Mutationen kommt. Kreuzt man hingegen ein M-Männchen mit einem P-Weibchen, so entstehen normale Larven, da die Eizellen ja den Repressor haben. Diesen Effekt bezeichnet man als Hybriddysgenese.

## P-Element-Mutagenese
In der Gentechnologie kann man das P-Element dazu benutzen, Mutationen zu erzeugen und diese dann auch molekular sichtbar zu machen.
Dazu werden zwei Stämme gezüchtet: Stamm 1 besitzt ein modifiziertes P-Element, bei dem die Transposase durch ein Markergen ersetzt ist. Stamm 2 besitzt ein P-Element mit einem Transposon, jedoch sind die inverted repeats defekt, sodass das Element nicht springen kann, wohl jedoch die Transposase ausbilden kann. Dieses nennt man dann auch Jump-starter-Element (Js).
Kreuzt man nun die beiden Stämme, so wird in den Zellen der Tochtergeneration die Transposase von Stamm 2 exprimiert und diese lässt das Marker-P-Element von Stamm 1 springen. Das Markergen zeigt an, dass eine Transposition stattgefunden hat und auch die Chromosomenregion, wohin es gesprungen ist. Wird ein Gen getroffen, so kann man anhand der Mutationen und des Markergens Gene lokalisieren.